# Ice Fantasy
Ice Fantasy (chino: 幻城, pinyin: Huànchéng), es una serie de televisión china transmitida del 24 de julio del 2016 hasta el 10 de noviembre del 2016 por medio de la cadena Hunan TV.
La serie estuvo basada en la exitosa novela de Guo Jingming, "City of Fantasy".

## Sinopsis
Cuando el segundo príncipe de la Tribu de Fuego, Xin Jue es asesinado misteriosamente durante su visita a la Tribu de Hielo para la ceremonia de celebración de los 130 años de Ka Suo, el Rey del Fuego Huo Yi, usa esto como excusa para iniciar una segunda guerra entre la Tribu de Fuego y la Tribu de Hielo.
Con sus padres capturados y sus hermanos mayores asesinados, los dos únicos ilusionistas y herederos reales de sangre pura que quedan de la Tribu del Hielo, Ka Suo y Ying Kong Shi, escapan al mundo mortal y buscan la ayuda de la guardiana del Reino, Li Luo, para que los ayude a obtener los cristales de hielo de las seis tribus para restaurar el Muro de Hielo y así salvar a la Tribu de Hielo.
Después de que la Tribu de Fuego es derrotada con la espada Devoradora de Espíritus ("Deicide"), Ka Suo de mala gana lucha contra su hermano Ying Kong Shi, por el trono, pero en realidad no lo quiere y lo único que anhela es poder ser libre y casarse con Li Luo, por lo que Ying Kong Shi hace todo lo posible por obtener el trono y así asegurar que Ka Suo obtenga su libertad.
Mientras tanto, la joven Yan Da, es la única Princesa de la Tribu de Fuego y está dispuesta a renunciar a todo por Ying Kong Shi, de quien se enamora.
Cuando los seres queridos de Ka Suo comienzan a morir uno por uno bajo las conspiraciones de Yuan Ji y Lian Ji, él decide encontrar el legendario "Loto velado" y pronto se emprende en un viaje a la montaña sagrada para luchar contra el mal. Pronto una nueva guerra entre la Tribu de Hielo y la Tribu del Fuego comienza, con Li Tian Jin, uniéndose a la tribu del fuego para vengarse de Ka Suo, sin embargo el eventual reencuentro entre los dos hermanos permitirán sacar a la luz los planes creados por su enemiga, Lian Ji.

## Reparto

### Personajes principales
| Actor                      | Personaje                                  | N.º de episodios | Notas |
| -------------------------- | ------------------------------------------ | ---------------- | --- |
| Feng Shaofeng              | Ka Suo She Mi                              | 62               | Ka Suo: Es el más amable y poderoso de los Príncipes de la Tribu de Hielo, y el sucesor de su padre. Sin embargo después de enamorarse de su primer amor, Li Luo, anhela la libertad, pero está obligado a asumir el trono para supervisar los esfuerzos de reconstrucción de la Tribu de Hielo después de la guerra como parte de su responsabilidad hacia su reino. Más tarde su hermano Ying Kong Shi, es coronado como el Rey y gracias a su ayuda por obtener su libertad, Ka Suo puede casarse con Li Luo, sin embargo el matrimonio dura poco, cuando Li Luo es apuñalada durante su noche de bodas por Lan Shang, destrozado, Ka Suo emprende un viaje con sus amigos para buscar el loto velado y así traer a la vida a Li Luo. She Mi: Es el ancestro de Ka Suo, y el primer Rey de Hielo, así como el fundador de la Tribu de Hielo. |
| Victoria Song (Ji Zi Han)  | Li Luo Li Jing                             | -                | Li Luo: es una mujer encantadora, divertida y una pensadora estratégica. Nació con un estatus bajo, pero con una actitud valiente y decidida, rápidamente se convierte en una poderosa guerrera y en la consejera del príncipe heredero Ka Suo, por lo que es envidiada por los guardias mortales. Li Luo y Ka Suo se enamoran, el día de su boda es apuñalada accidentalmente con la espada Devoradora de Espíritus ("Deicide") por Lan Shang, mientras intentaba salvar a Ying Kong Shi, por lo que es sellada en hielo y colocada en el fondo del océano infinito, más tarde es revivida por el Loto velado, pero renace con el aspecto de Lan Shang. Li Jing: Es la reencarnación de Lan Shang y se parece a Li Luo, así que tiene el alma de Shang y la apariencia de Luo. Ka Suo le concedió la inmortalidad y fue coronada como la Reina de la Tribu de Hielo, así como la Guardiana. Más tarde se revela que su alma con la de Sha habían cambiado de cuerpos. |
| Ma Tianyu (Bian Cheng)     | Ying Kong Shi Sword Spirit Shi Li Tian Jin | 62               | Ying Kong Shi: es el medio hermano menor de Ka Suo y el hijo de Lian Ji. Es un joven silencioso, frío y misterioso, pero cercano a su hermano y ambos hacen todo lo posible por protegerse entre sí. Cuando descubre que su hermano está enamorado de Li Luo y quiere ser libre, hace lo posible por reemplazarlo como el Rey de la Tribu de Hielo para liberarlo. Sword Spirit Shi / Yun Fei: Es el último fragmento que queda del alma de Shi, cuando es asesinado con la espada Devoradora de Espíritus ("Deicide"). Logra entrar al Santuario de la Nieve Sagrada (en inglés: "Holy Snow Shrine") con Ka Suo y se hace buen amigo de la Princesa de la tribu de fuego, Yan Da. Aunque al inicio no lo acepta, debido a que provienen de tribus opuestas, en realidad está enamorado de Yan Da. Li Tian Jin: Es la reencarnación de Ying Kong Shi, así como el nuevo aliado de la Tribu de fuego, que quiere vengarse de Ka Suo.                                    |
| Zhang Meng (Zhao Shu Ting) | Yan Da                                     | -                | Es la única Princesa actual de la Tribu de Fuego, es conocida por sus conductas rebeldes, su terquedad y naturaleza fuerte. A pesar de tener entrenamiento como guerrera no tiene nada especial a comparación de los inmortales. A pesar de esto en realidad es una mujer bondadosa, cosa que tanto a su padre y a ella no les gusta admitir. Poco después desarrolla un vínculo muy fuerte con Ying Kong Shi, de quien se enamora. Más tarde muere protegiéndolo y poco después es revivida por Ying Kong Shi. |
| Madina Memet               | Lan Shang Jian Tong                        | -                | Es la Noble Princesa Sirena, es conocida por su belleza y amada por muchos, sin embargo ella está enamorada de Ka Suo, pero él no le corresponde. Después de una serie de eventos trágicos, Lan Shang se suicida saltando al océano, ya que como una sirena que pierde su virginidad ante una tribu extranjera, pierde su cola y no puede respirar bajo el agua nunca más. Reencarna como un loto velado y tiene la apariencia y las memorias de Li Luo, más tarde se revela que su alma con la de Li Luo habían cambiado de cuerpos. |
| Kim Hee-sun (Michelle Bai) | Lian Ji                                    | -                | Es la madre de Ying Kong Shi y la tía adoptiva de Lan Shang. Fue la hija adoptiva de la familia real de la tribu de las sirenas y estaba enamorada del Rey de la tribu de Fuego, sin embargo fue obligada por su madre adoptiva, la Sirena Santa (en inglés: "Mermaid Saint") a casarse con el Rey de la tribu del Hielo (en inglés: "Ice King"). Trabajando como espía de la Tribu de Fuego, la Tribu de Hielo se derrumba debido a su traición. Su nombre significa "Princesa de loto". |

### Personajes secundarios

#### Inmortales

##### Tribu de Hielo
| Actor          | Personaje    | N.º de episodios | Notas |
| -------------- | ------------ | ---------------- | --- |
| Shao Bing      | Lin Chao     | -                | Es el Rey de la tribu de Hielo. |
| Gong Beibi     | Chen Tong    | -                | Es la Reina de la tribu de Hielo. |
| Cheng Pei-pei  | Feng Tian    | -                | Es la madre de Lin Chao y la esposa del viejo Rey de Hielo, así como la ilusionista más poderosa de la Tribu de Hielo (en inglés: "Ice Tribe"). Las personas se refieren a ella cariñosamente como "abuela". |
| Huang Shengchi | Shang Lie    | -                | Es el Príncipe Heredero. |
| Zhang Ziwen    | Zhu Gong     | -                | Es el Príncipe mayor. |
| Li Sheng       | Qian Ying    | -                | Es la Princesa consorte. |
| He Xiang       | Li Guang     | -                | Es la segunda Princesa de la tribu. |
| Wang Yitong    | Nan Xing     | -                | Es la tercera Princesa de la tribu. |
| Ou Xianru      | Xue Mi       | -                | Es la cuarta Princesa de la tribu. |
| Dan Sihan      | Xuan Ta      | -                | Es uno de los cortesanos de la tribu. |
| Wang Yu        | Ji Quan      | -                | |
| Mou Xing       | Hua Xiao     | -                | Es uno de los cortesanos de la tribu. |
| Lu Yong        | Old Ice King | -                | Es el esposo de Feng Tian, así como el padre de Lin Chao y el abuelo de Ka Suo. |

##### Seres Inmortales del Templo Sagrado de Nieve
| Actor         | Personaje    | N.º de episodios | Notas |
| ------------- | ------------ | ---------------- | --- |
| Yan Yikuan    | Yuan Ji      | -                | Es un ser invencible y supremo de la Tribu Llama de Hielo (en inglés: "Ice Flame Tribe"). Es el responsable de crear el caos que se produjo en el Mundo Inmortal, incluido el asesinato del Príncipe Xin Jue y el conflicto entre Ka Suo y Ying Kong Shi. También es el padre biológico de Ying Kong Shi, y el último descendiente de la Tribu Llama de Hielo. |
| Zhang Xinyi   | Lotus Spirit | -                | Es el Espíritu de Loto. |
| Gong Zhengnan | Qing Ren     | -                | |
| Sun Zujun     | Qing Long    | -                | |
| Deng Sha      | Xing Zhou    | -                | |
| Jurat         | Phoenix      | -                | |

##### Tribu de Fuego
| Actor      | Personaje | N.º de episodios | Notas |
| ---------- | --------- | ---------------- | --- |
| Hu Bing    | Huo Yi    | -                | Es el Rey de la Tribu del Fuego (en inglés: "Fire Tribe"). Aunque es un hombre cruel y hambriento de poder, es profundamente carismático, cuyo objetivo es el de convertirse en el próximo Gobernante de los tres Reinos. Es el padre de los diez Príncipes de Fuego y de la única Princesa de Fuego, Yan Da. |
| Zhang Meng | Yan Da    | -                | Es la única hija mujer del Rey de la tribu. Cuando conoce al príncipe de Hielo, Ying Kong Shi se enamora de él y está dispuesta a dejarlo todo por Kong Shi. |
| Shu Yaxin  | Shuo Gang | -                | Es el Príncipe Heredero, trabaja estrechamente con su hermana Yan Da. |
| Jiang Chao | Xin Jue   | -                | Es el segundo príncipe de la tribu Fuego. Cuando comienza a acosar a la princesa sirena, los dos hermanos de la tribu de hielo, quienes son sus amigos, la defienden. Cuando ataca al joven príncipe de Hielo, Ying Kong Shi, ocasiona que sus habilidades mágicas inicien y en su impulsividad, acaba matando a Xin Jue. Su muerte, genera consecuencias graves entre las dos tribus y en poco tiempo, estalla una guerra en consecuencia del caos creado por Yuan Ji. |

##### Tribu de la Sirena
| Actor        | Personaje     | N.º de episodios | Notas |
| ------------ | ------------- | ---------------- | --- |
| Shen Hairong | Mermaid Saint | -                | La Sirena Santa es la Reina de la Tribu Sirena (en inglés: "Mermaid Tribe"), así como la abuela adoptiva de Lan Shang y la madre adoptiva de Lian Ji. Es una mujer oportunista que está dispuesta a sacrificar la felicidad de sus hijos, con tal de lograr la paz para su tribu. Poco a poco Lan Shang le enseña que a veces la paz es imposible cuando uno defiende erróneamente sus creencias. |
| Kim Hee-sun  | Lian Ji       | -                | Es la hija adoptiva de la Reina de la tribu. |
| Madina Memet | Lan Shang     | -                | Es una Princesa Sirena que está enamorada de Ka Suo, sin embargo él no le corresponde. |

#### Espíritus

##### Tribu Espirutual
| Actor      | Personaje | N.º de episodios | Notas |
| ---------- | --------- | ---------------- | --- |
| Wang Yidan | Chi Lian  | -                | Es la antigua Reina de la Tribu Espiritual (en inglés: "Spiritual Tribe") y la madre de Chao Ya. Chi Lian dejó la tribu años atrás para ir en la búsqueda del Muró de los Suspiros (en inglés: "Sighing Wall"). Después de estar en desacuerdo con Die Che, fue sacrificada a sus mariposas. |
| Chen Xinyu | Chao Ya   | -                | Es la actual Reina de la Tribu Espiritual. Aunque está comprometida con Liao Jian de la tribu Oso, previamente estaba enamorada de Pian Feng de la tribu Ágila (en inglés: "Eagle Tribe"). Chao Ya se convierte en una amiga cercada de los otros líderes tribales durante sus juicios.      |
| Wu Diao    | Die Che   | -                | Es la música más poderosa en la Tribu Espiritual. Ella sirve a Yuan Ji como protectora Sur del Santuario Sagrado. Durante una confrontación es derrotada por Ka Suo. |
| Fan Shiqi  | Chi Mo    | -                | Es el amante de Die Che. En realidad es el descendiente de la Tribu del Fuego. |

##### Tribu del Águila
| Actor        | Personaje | N.º de episodios | Notas |
| ------------ | --------- | ---------------- | --- |
| Zhang Yujian | Pian Feng | -                | Es el jefe de la Tribu de las Águilas, un guardia capaz y caballeroso que sirve a Chao Ya, de quien estuvo enamorado. Más tarde su poder espiritual fue tomado y presentado a Yuan Ji, por la Protectora Occidental, Xing Gui. |

##### Tribu del Oso
| Actor       | Personaje | N.º de episodios | Notas |
| ----------- | --------- | ---------------- | --- |
| Liu Dongqin | Liao Jian | -                | Es el Rey de la Tribu Oso (en inglés: "Bear Tribe") y un feroz guerrero. Está comprometido con Chao Ya. Luego de que es asesinado, su poder espiritual es tomado y presentado a Yuan Ji por la Protectora Occidental Xing Gui.                          |
| Wang Tianye | Hei Feng  | -                | Es un guerrero tiráno que secuestra a Liao Jian. Más tarde se hace cargo de la Tribu Oso. Acuerda con la tribu de fuego, para que se case con Yan Da, a cambio de la alianza de su tribu con ellos, sin embargo es derrotado y asesinado por Liao Jian. |

#### Humanos

##### Guardianes de los Reinos
| Actor           | Personaje | N.º de episodios | Notas |
| --------------- | --------- | ---------------- | --- |
| Huang Haibing   | Ke Tuo    | -                | Es el líder de los Guardianes de los reinos encargados de preservar la paz en los tres Reinos. Es el general de la Frontera y toma a Li Luo bajo su cuidado cuando ella era pequeña. Más tarde es asesinado por Shuo Gang. |
| Huang Deyi      | Qin Chu   | -                | Es el admirador de Li Luo y su mejor amigo. |
| Qin Yong        | Lü Zhao   | -                | |
| Choenyi Tsering | Yang Dan  | -                | |

##### Tribu del Sueño
| Actor      | Personaje           | N.º de episodios | Notas |
| ---------- | ------------------- | ---------------- | --- |
| Xu Ke      | Xing Jiu            | -                | Es el Jefe de la tribu Dreamer, un hombre leal y amable que cumple fielmente su deber de proteger a los soñadores en todas partes, también se preocupa profundamente por su hermana Xing Gui. Después de enterarse de que era uno de los Siete Santos (en inglés: "Seven Saints"), encargados de salvaguardar el Clan de Hielo (en inglés: "Ice Clan"), se aleja más de los otros jefes del clan, pero sigue siendo su amigo cercano. |
| Xu Jiao    | Xing Gui            | -                | Es la Princesa de la tribu y la hermana de Xing Jiu. Gui estaba destinada a morir en su cumpleaños número 100, sin embargo sobrevivió y más tarde se convirtió en la protectora occidental del Santuario Sagrado (en inglés: "Holy Shrine"). |
| Tie Zheng  | Xun Hao             | -                | Es el administrador en jefe del Clan de los Sueños. |
| Gao Yuqing | Old Astrologer King | -                | Es el padre de Xing Jiu y Xing Gui. En su intento desesperado por hacer la vida más fácil para su clan, realiza una acción impensable. |

##### Tribu del Sanador
| Actor     | Personaje         | N.º de episodios | Notas |
| --------- | ----------------- | ---------------- | --- |
| Wang Duo  | Huang Tuo         | -                | Es el Rey de los Sanadores (en ingles: "Healers") y el mejor curandero de la magia blanca en los tres reinos. Es un hombre cómico y está enamorado de Yue Shen, quien lo trata con exasperación afectuosa. |
| Lu Zizhen | Yue Shen Luna     | -                | Es una poderosa y rara sanadora, que puede exorcizar los espíritus y toxinas, así como envenenar a mortales.                                                                                               |
| Li Haohan | Huang Ang         | -                | Es el jefe de la tribu de los sanadores. |
| Peng Yang | Yue Zhao Yue Leng | -                | Es la prometida de Huang Tuo. |

### Otros personajes
| Actor          | Personaje     | N.º de episodios | Notas                          |
| -------------- | ------------- | ---------------- | ------------------------------ |
| Zhang Zimu     | Yan Huang     | -                |                                |
| Wang Yizhe     | Rabbit Demon  | -                |                                |
| Bian Jiacheng  | Rat Demon     | -                |                                |
| Sun Qingsan    | Deer Spirit   | -                |                                |
| Qu Gan         | Tree Demon    | -                |                                |
| Lu Xue         | Tiger Demon   | -                |                                |
| Zhu Chunqiao   | Zhu Hao       | -                |                                |
| Ding Xiaoying  | Jia Yi        | -                |                                |
| Xu Tianhao     | Zhan Xing     | -                |                                |
| He Fei         | Liu Yue       | -                |                                |
| Yang Anqi      | Zhen          | -                |                                |
| Wang Jiawei    | Ya Zhao       | -                |                                |
| Wang Haixiang  | Crow          | -                |                                |
| Yang Liu       | Zhao Ye       | -                |                                |
| Guo Xin        | Qiu Tian Nian | -                |                                |
| Chen Dacheng   | Sun Tian      | -                |                                |
| Yang Changqing | -             | -                | Es el subordinado de Sun Tian. |
| Hu Jingming    | Nan He        | -                |                                |
| Wang Xiangwen  | Xiang Wen     | -                |                                |
| Wang Wensi     | Lai Si        | -                |                                |
| Xue Yue        | Xiao Xue      | -                |                                |
| Lee Youlin     | -             | -                | Es un empresario.              |
| Gao Huayang    | -             | -                | Es un tramposo.                |

## Episodios
La serie estuvo conformada por 78 episodios (la primera temporada emitió 62 episodios, mientras que la segunda temporada (secuela) transmitió 16 episodios),
Los episodios fueron emitidos todos los lunes, martes y domingos hasta el capítulo 30, y posteriormente todos los miércoles y jueves.
| N.º | Título                                         | Director | Emisión                  |
| --- | ---------------------------------------------- | -------- | ------------------------ |
| 1 - 2 | «The Disaster of Ice Kingdom (雪国之劫) pt. 1» | —        | 24 de julio de 2016      |
| En su ceremonia de mayoría de edad, un príncipe de hielo de 130 años llamado Ka Suo deberá enfrentar un futuro indeseable... y a un altivo intruso. Por otro lado el caos se desata durante una batalla en el Bosque Niebla de Nieve, pero el joven príncipe Ying Kong Shi tiene un as bajo la manga. Mientras que el Rey de Fuego pone en marcha un peligroso plan.          |                                                |          |                          |
| 3 - 4 | «The Disaster of Ice Kingdom (雪国之劫) pt. 2» | —        | 25 de julio de 2016      |
| El príncipe Ying Kong Shi se lanza en una misión casi suicida para recuperar una poderosa espada. Un traidor revela la debilidad del Clan de Hielo al Rey de Fuego. Durante su viaje al Reino Mortal con Kong Shi, Ka Suo tiene una visión de un futuro apocalíptico. El Rey de Fuego descubre los secretos del cristal de hielo.                                             |                                                |          |                          |
| 5 - 6 | «The Disaster of Ice Kingdom (雪国之劫) pt. 3» | —        | 26 de julio de 2016      |
| En su búsqueda de la hoja del Cristal de Hielo, Ka Suo y Li Luo llegan al Clan Sanador. Yun Da busca a Ying Kong Shi, pero encuentra a un hombre desorientado en un lago. Una vez reunido con Kong Shi, el grupo continúa con su búsqueda acompañado de un príncipe sanador, pero pronto se topan con una guerrera que tiene cuentas que ajustar con Kong Shi.                |                                                |          |                          |
| 7 - 8 | «A Dream of Forever (无尽之梦) pt. 1»          | —        | 1 de agosto de 2016      |
| Mientras Ka Suo se enfrenta al Monstruo Tigre, Li Luo y Luna luchan contra un malvado demonio. Sin embargo, el cristal de hielo está en manos de un enemigo más siniestro. Ka Suo y Li Luo llegan al etéreo Clan Sueño, donde reciben de inmediato la tarea de rescatar al Jefe Soñador de una realidad peligrosa.                                                            |                                                |          |                          |
| 9 - 10 | «A Dream of Forever (无尽之梦) pt. 2»          | —        | 2 de agosto de 2016      |
| Cuando los sueños de todos se entrelazan, la realidad se vuelve casi indescifrable. Li Luo descubre la verdad sobre Xing Jui. El Rey de Fuego idea un complot siniestro mientras Ka Suo y Li Luo luchan por escapar del mundo de los sueños. Las intenciones del Jefe Soñador no son lo que parecen.                                                                          |                                                |          |                          |
| 11 - 12 | «The Last Puzzle (最后拼图) pt. 1»             | —        | 9 de agosto de 2016      |
| El Clan de Fuego planea atacar al Clan Oso mientras Ka Suo visita la Tierra de Espíritus. Yun Fei siente el efecto de la fruta que le dieron. Mientras la música demoníaca hipnotiza a los mortales, Ka Suo y Li Luo se esfuerzan por encontrar el antídoto. Las emociones de Yan Da interfieren con sus tareas.                                                              |                                                |          |                          |
| 13 - 14 | «The Last Puzzle (最后拼图) pt. 2»             | —        | 10 de agosto de 2016     |
| Yan Da, desesperada, hace un sacrificio para salvar a Ying Kong Shi. La princesa Lan Shang del Clan Sirena experimenta la mortalidad. Ka Suo se apresura para llegar a Lan Shang antes que el Clan de Fuego, pero el Clan ya preparó una cruel experiencia para él: una desesperante prisión.                                                                                 |                                                |          |                          |
| 15 - 16 | «A Game of Illusion (幻象之局) pt. 1»          | —        | 15 de agosto de 2016     |
| Ka Suo continúa indefenso y abatido mientras el Rey de Fuego toma el control del cuerpo del Rey de Hielo, lo que obliga a Ying Kong Shi a tomar las riendas de la situación. Lang Shang acepta ayudar a Kong Shi a matar al Rey de Fuego con una condición, la cual genera tensión entre Kong Shi, Yan Da y Lan Shang.                                                        |                                                |          |                          |
| 17 - 18 | «A Game of Illusion (幻象之局) pt. 2»          | —        | 16 de agosto de 2016     |
| Lian Ji se preocupa por la relación entre Ying Kong Shi y Yan Da. Lan Shang incita a Shuo Gang y al Rey de Fuego a retarse a duelo para ganar su mano en matrimonio. Mientras Lan Shang se prepara para una horrorosa boda, el alma de Ka Suo viaja a un sitio oscuro para recuperar la peligrosa Espada Devoradora de Espíritu.                                              |                                                |          |                          |
| 19 - 20 | «The Throne of Ice (冰之宝座) pt. 1»           | —        | 22 de agosto de 2016     |
| Ka Suo se horroriza al descubrir que está poseído por el espíritu espada. Mientras tanto, su amor por Li Luo hace enfadar al Rey de Hielo. Yan Da se infiltra en Ciudad Hoja de Nieve para conocer a Ying Kong Shi. Lian Ji está más decidido que nunca a apoderarse del trono.                                                                                               |                                                |          |                          |
| 21 - 22 | «The Throne of Ice (冰之宝座) pt. 2»           | —        | 23 de agosto de 2016     |
| La decisión de quién se convertirá en el nuevo Rey de Hielo se torna cada vez más difícil entre engaños y profecías opuestas. Mientras la batalla por el trono continúa enemistando hermanos, el Jefe Soñador tiene una visión que quizá sea profética. |                                                |          |                          |
| 23 - 24 | «A Predestined Battle (宿命之战) pt. 1»        | —        | 29 de agosto de 2016     |
| Ka Suo es víctima del ataque de un humo negro extraño en el Reino Mortal, y expulsan a Li Luo del Clan de Hielo por no haberlo protegido. Li Luo se prepara para salir hacia la frontera norte. Ying Kong Shi se da cuenta de que tiene que elegir entre su hermano y el resto de las personas en su vida.                                                                    |                                                |          |                          |
| 25 - 26 | «A Predestined Battle (宿命之战) pt. 2»        | —        | 30 de agosto de 2016     |
| Un ataque parece aproximarse y el Clan de Hielo busca acelerar la designación de un nuevo rey. Li Luo quiere encontrar al espía del Clan de Fuego. Varios líderes muestran su apoyo a Ka Suo y Ying Kong Shi. Li Luo se topa con She Yin, que vive desterrado, y se acerca un paso más a su objetivo.                                                                         |                                                |          |                          |
| 27 - 28 | «The Princess Sings (公主吟唱) pt. 1»          | —        | 5 de septiembre de 2016  |
| Liao Jian desafía a Pian Feng y Lan Shang se enfrenta con Chao Ya dando comienzo a la batalla por el trono. Se acerca el final de la batalla por el trono, mientras Ka Suo descubre una perturbadora profecía que parece vaticinar su victoria. |                                                |          |                          |
| 29 - 30 | «The Princess Sings (公主吟唱) pt. 2»          | —        | 6 de septiembre de 2016  |
| Ka Suo hace lo imposible para lograr un resultado donde la vida de Ying Kong Shi no corra peligro, y Li Luo descubre el pasado oculto de She Yin. Tras la batalla, Ka Suo y Kong Shi se enfrentan a dos transformaciones distintas. Xuan Ta y Xing Jiu buscan a un traidor entre las huestes de la Tribu del Hielo.                                                           |                                                |          |                          |
| 31 - 32 | «A Life Exchange (生命交易) pt. 1»             | —        | 12 de septiembre de 2016 |
| Con la esperanza de curar a Ka Suo, Li Luo presenta el Oráculo al Clan de Hielo. Mientras tanto, el Rey de Fuego chantajea a Ying Kong Shi para conquistar los tres reinos. Los traicioneros planes de Lian Ji tienen consecuencias mortales. Por otra parte, Kong Shi se prepara para su nuevo rol de líder.                                                                 |                                                |          |                          |
| 33 - 34 | «A Life Exchange (生命交易) pt. 2»             | —        | 13 de septiembre de 2016 |
| Ying Kong Shi urde un plan para responder al ataque del Rey de Fuego contra el Clan de Hielo. En tanto, Li Luo trata de evitar a Ka Suo, quien queda completamente perplejo. Ka Suo se adentra en el bosque y encuentra a Li Luo luego de una transformación. Ka Suo escapa para estar a solas con Lan Shang, pero no todo es lo que parece.                                  |                                                |          |                          |
| 35 - 36 | «Wedding Revenge (婚礼复仇) pt. 1»             | —        | 21 de septiembre de 2016 |
| Lan Shang piensa un plan alternativo para volver al océano y, después de un encuentro con Yan Da, Ying Kong Shi duda si tiene lo que hace falta para ser rey. Ka Suo y Li Luo luchan por obtener el permiso para casarse, mientras Lan Shang aprovecha la boda para poner a Kong Shi en una posición vulnerable.                                                              |                                                |          |                          |
| 37 - 38 | «Wedding Revenge (婚礼复仇) pt. 2»             | —        | 22 de septiembre de 2016 |
| Mientras el alma de Li Luo pende de un hilo, Lan Shang quiere evitar las consecuencias de sus acciones escapando de la ciudad. Shuo Gang revela la verdad acerca de Ying Kong Shi a Ka Suo, que se niega a creer. Una nueva guerra entre el Fuego y el Hielo se avecina. |                                                |          |                          |
| 39 - 40 | «The Actual Identity (身份真相) pt. 1»         | —        | 28 de septiembre de 2016 |
| Ka Suo intenta persuadir a Ying Kong Shi, que quiere rescatar a su madre y a Shuo Gang. Por otra parte, la venganza de la Princesa Sirena se aproxima. El nuevo Rey de Hielo usa su gran poder para restablecer la Cortina de Hielo. Lian Ji recuerda fragmentos de un pasado nebuloso y compartido.                                                                          |                                                |          |                          |
| 41 - 42 | «The Actual Identity (身份真相) pt. 2»         | —        | 29 de septiembre de 2016 |
| Ka Suo está decidido a resolver el misterio del dios ancestral, mientras la Reina de Hielo entra en acción tras la aparición de un misterioso remolino. Ka Suo y Xing Jiu planean llevar la lucha contra el dios ancestral a la Montaña de Nieve Espiritual, un lugar plagado de peligros, donde nace la magia.                                                               |                                                |          |                          |
| 43 - 44 | «The Heart of Lost City (心之迷城) pt. 1»      | —        | 5 de octubre de 2016     |
| Al comienzo de una aventura realmente intimidante, el grupo enfrenta un gran desafío de la Gran Sacerdotisa. Yan Da se encuentra con un hada extrañamente familiar. Luego, el grupo enfrenta a la primera de las cuatro guardianas en la Montaña de Nieve Espiritual. |                                                |          |                          |
| 45 - 46 | «The Heart of Lost City (心之迷城) pt. 2»      | —        | 6 de octubre de 2016     |
| El grupo se topa con una guardiana que prefiere tomar un camino desconcertante. Yan Da hace un trato con el alma de Ying Kong Shi. Ka Suo cae bajo el encanto de la engañosa belleza de la Guardiana del Sur mientras Chao Ya busca regresar a la Tierra de los Espíritus. |                                                |          |                          |
| 47 - 48 | «The Lotus' Prophecy (隐莲预言) pt. 1»         | —        | 12 de octubre de 2016    |
| Mientras el grupo sigue batallando contra el poder de Die Che, Yan Da se topa con otra guardiana, al igual que Yuan Ji. Xing Gui queda en una posición crucial tras encontrarse con la malvada Guardiana del Norte. Mientras tanto, el grupo sigue viaje hacia el Reino Mortal.                                                                                               |                                                |          |                          |
| 49 - 50 | «The Lotus' Prophecy (隐莲预言) pt. 2»         | —        | 13 de octubre de 2016    |
| Xing Gui ayuda al grupo a través del mundo de los sueños. Luego, Liao Jian y Pian Feng crean un fuerte vínculo debido al amor que comparten por Chao Ya. Ka Suo y Chao Ya tratan de persuadir a la Guardiana del Oeste para que salga de las sombras, pero el grupo se encuentra con una realidad devastadora.                                                                |                                                |          |                          |
| 51 - 52 | «The Return of an Old Friend (故人归来) pt. 1» | —        | 26 de octubre de 2016    |
| El grupo se enfrenta a la abrumadora tarea de luchar contra Yuan Ji, pero un distanciamiento entre el dios todopoderoso y el Loto podría darles una oportunidad. Ying Kong Shi revive, ahora transformado, busca venganza contra Ka Suo. Li Luo y Lan Shang tienen dificultades con sus nuevas identidades.                                                                   |                                                |          |                          |
| 53 - 54 | «The Return of an Old Friend (故人归来) pt. 2» | —        | 27 de octubre de 2016    |
| Mientras Li Luo lucha contra la amnesia, un nuevo clan de la Montaña Espiritual Nevada llega a la ciudad. Ka Suo está decidido a que Li Luo lo recuerde. Ying Kong Shi conspira alinear al clan Sirena con el de Fuego. |                                                |          |                          |
| 55 - 56 | «Memory Reboot (重启记忆) pt. 1»               | —        | 2 de noviembre de 2016   |
| El traidor Ying Kong Shi vuelve a la ciudad para manipular a Ka Suo, quien se preocupa cada vez más por Li Luo. Yan Da le plantea la posibilidad a su padre de que existe un traidor en el clan de Fuego. Chao Ya debe enfrentar un reto increíble. |                                                |          |                          |
| 57 - 58 | «Memory Reboot (重启记忆) pt. 2»               | —        | 3 de noviembre de 2016   |
| Ka Suo se enfrenta a la posibilidad de una guerra en caso de no poder entregarle a Lan Shang al rey de Fuego y se ve obligado a tomar una decisión difícil. Mientras confronta a Fénix y al Rey de Fuego, Xing Jiu se encuentra inmerso en un mundo lleno de desesperación.                                                                                                   |                                                |          |                          |
| 59 - 60 | «Ending pt. 1»                                 | —        | 9 de noviembre de 2016   |
| Ka Suo debe confrontar a Ying Kong Shi en el mundo del clan de Fuego después de que su hermano secuestra a Li Luo y Lan Shang. Ya que Ka Suo está fuera del camino, el rey de Fuego inicia un ataque en la ciudad. Mientras tanto, Yan Da descubre los secretos de su padre.                                                                                                  |                                                |          |                          |
| 61 - 62 | «Ending pt. 2»                                 | —        | 10 de noviembre de 2016  |
| Mientras el Rey de Fuego lanza un ataque brutal, Ka Suo tiene poco tiempo para decirle al Loto Oculto su decisión final. El futuro del clan de Hielo y muchas vidas dependen de la batalla final entre los hermanos Ka Suo y Kong Shi. Mientras que Yan Da hace el último sacrificio para salvar la vida de Kong Shi, incluso si eso significa enfrentarse a su propio padre. |                                                |          |                          |

### Secuela
La segunda temporada de la serie titulada "Ice Fantasy Destiny".
Estuvo conformada por 16 episodios, los cuales fueron emitidos a través del sitio web Tencent Video a partir del 8 de marzo del 2017.
Los actores principales Feng Shaofeng, Ma Tianyu, Zhang Meng y Madina Memet protagonizaron nuevas versiones de sus personajes en "Ice Fantasy", mientras que la actriz Zhang Yuqi reemplazó a Victoria Song, quien hizo apariciones ocasionales a través de imágenes de archivo. El elenco secundario estuvo conformado por Xu Ke y Cheng Pei-pei, quienes volvieron a interpretar a sus personajes, mientras que los actores Chen Xinyu, Huang Deyi y Lu Zizhen regresaron interpretando a nuevos personajes.
La secuela fue dirigida por Zhou Lin Hao y escrita por Shen Zhi Ning.

### Raitings
| CMS50 Ratings | CMS50 Ratings                          | CMS50 Ratings            | CMS50 Ratings            | CMS50 Ratings | CMS50 Ratings | Nationwide Ratings       | Nationwide Ratings | Nationwide Ratings |
| Episodios     | Título                                 | Emisión                  | Índices de audiencia (%) | Audiencia (%) | Ranking       | Índices de audiencia (%) | Audiencia (%)      | Ranking            |
| ------------- | -------------------------------------- | ------------------------ | ------------------------ | ------------- | ------------- | ------------------------ | ------------------ | ------------------ |
| 1-2           | The Disaster of Ice Kingdom (雪国之劫) | 24 de julio de 2016      | 0.994                    | 5.13          | 2             | 1.00                     | 6.53               | 2                  |
| 3-4           | The Disaster of Ice Kingdom (雪国之劫) | 25 de julio de 2016      | 0.977                    | 5.49          | 2             | 1.00                     | 6.83               | 1                  |
| 5-6           | The Disaster of Ice Kingdom (雪国之劫) | 26 de julio de 2016      | 0.920                    | 4.88          | 1             | 0.94                     | 6.38               | 1                  |
| 7-8           | A Dream of Forever (无尽之梦)          | 1 de agosto de 2016      | 1.239                    | 6.71          | 1             | 1.16                     | 7.92               | 1                  |
| 9-10          | A Dream of Forever (无尽之梦)          | 2 de agosto de 2016      | 1.057                    | 5.778         | 1             | 0.96                     | 6.62               | 1                  |
| 11-12         | The Last Puzzle (最后拼图)             | 9 de agosto de 2016      | 1.118                    | 5.491         | 1             | 1.09                     | 6.84               | 1                  |
| 13-14         | The Last Puzzle (最后拼图)             | 10 de agosto de 2016     | 0.947                    | 4.527         | 1             | 0.95                     | 6.09               | 1                  |
| 15-16         | A Game of Illusion (幻象之局)          | 15 de agosto de 2016     | 0.884                    | 4.491         | 2             | 0.97                     | 6.27               | 1                  |
| 17-18         | A Game of Illusion (幻象之局)          | 16 de agosto de 2016     | 0.983                    | 4.608         | 1             | 1.25                     | 7.79               | 1                  |
| 19-20         | The Throne of Ice (冰之宝座)           | 22 de agosto de 2016     | 0.781                    | 4.253         | 2             | 0.90                     | 6.39               | 1                  |
| 21-22         | The Throne of Ice (冰之宝座)           | 23 de agosto de 2016     | 0.945                    | 4.989         | 2             | 1.06                     | 7.02               | 1                  |
| 23-24         | A Predestined Battle (宿命之战)        | 29 de agosto de 2016     | 0.711                    | 4.060         | 2             | 0.76                     | 5.45               | 1                  |
| 25-26         | A Predestined Battle (宿命之战)        | 30 de agosto de 2016     | 0.809                    | 4.674         | 1             | 0.77                     | 5.77               | 1                  |
| 27-28         | The Princess Sings (公主吟唱)          | 5 de septiembre de 2016  | 0.649                    | 4.071         | 2             | 0.44                     | 3.57               | 2                  |
| 29-30         | The Princess Sings (公主吟唱)          | 6 de septiembre de 2016  | 0.691                    | 4.101         | 1             | 0.50                     | 4.11               | 1                  |
| 31-32         | A Life Exchange (生命交易)             | 12 de septiembre de 2016 | 0.707                    | 4.242         | 1             | 0.49                     | 3.92               | 2                  |
| 33-34         | A Life Exchange (生命交易)             | 13 de septiembre de 2016 | 0.670                    | 3.929         | 1             | 0.50                     | 3.8                | 2                  |
| 35-36         | Wedding Revenge (婚礼复仇)             | 21 de septiembre de 2016 | 0.641                    | 3.997         | 1             | 0.42                     | 3.62               | 2                  |
| 37-38         | Wedding Revenge (婚礼复仇)             | 22 de septiembre de 2016 | 0.710                    | 4.399         | 1             | 0.50                     | 4.25               | 2                  |
| 39-40         | The Actual Identity (身份真相)         | 28 de septiembre de 2016 | 0.660                    | 4.107         | 2             | 0.50                     | 4.23               | 1                  |
| 41-42         | The Actual Identity (身份真相)         | 29 de septiembre de 2016 | 0.580                    | 3.572         | 1             | 0.50                     | 4.23               | 2                  |
| 43-44         | The Heart of Lost City (心之迷城)      | 5 de octubre de 2016     | 0.580                    | 3.572         | 1             | 0.76                     | 5.50               | 1                  |
| 45-46         | The Heart of Lost City (心之迷城)      | 6 de octubre de 2016     | 0.688                    | 3.743         | 1             | 0.76                     | 5.50               | 1                  |
| 47-48         | The Lotus' Prophecy (隐莲预言)         | 12 de octubre de 2016    | 0.522                    | 3.374         | 2             | 0.44                     | 4.02               | 2                  |
| 49-50         | The Lotus' Prophecy (隐莲预言)         | 13 de octubre de 2016    | 0.600                    | 3.825         | 1             | 0.46                     | 3.97               | 1                  |
| 51-52         | The Return of an Old Friend (故人归来) | 26 de octubre de 2016    | 0.406                    | 2.590         | 2             | 0.30                     | 2.72               | 2                  |
| 53-54         | The Return of an Old Friend (故人归来) | 27 de octubre de 2016    | 0.463                    | 3.014         | 2             | 0.29                     | 2.57               | 2                  |
| 55-56         | Memory Reboot (重启记忆)               | 2 de noviembre de 2016   | 0.346                    | 2.743         | 2             | 0.21                     | 2.4                | 2                  |
| 57-58         | Memory Reboot (重启记忆)               | 3 de noviembre de 2016   | 0.357                    | 2.459         | 2             | 0.30                     | 3.04               | 2                  |
| 59-60         | Ending                                 | 9 de noviembre de 2016   | 0.513                    | 3.242         | 1             | -                        | -                  | -                  |
| 61-62         | Ending                                 | 10 de noviembre de 2016  | 0.477                    | 3.199         | 1             | 0.28                     | 2.18               | 1                  |
| Promedio      | Promedio                               | Promedio                 | 0.740                    | 4.180         | 1             | 0.69                     | 5.28               | 1                  |

## Música
El soundtrack de la serie estuvo conformada por 10 canciones:
La música de inicio estuvo fue "Shouldn't" interpretada por los cantantes taiwaneses Jay Chou y A-mei, mientras que la música de cierre fue "Bottom of Heart" de Cindy Yen.
| No. | Artista (as)                                    | Canción                               | Escritores | Notas                               |
| --- | ----------------------------------------------- | ------------------------------------- | ---------- | ----------------------------------- |
| 1   | Jay Chou y A-mei                                | "Shouldn't" (不該)                    | 4:50       | (música de inicio)                  |
| 2   | Cindy Yen                                       | "Bottom of Heart" (心底)              | 4:05       | (música de cierre)                  |
| 3   | A-Lin                                           | "Daydream" (梦话)                     | 3:54       |                                     |
| 4   | Ye Huaipei                                      | "Love Will Be Restored" (爱会还原)    | 3:57       | (canción del tema de Ka Suo)        |
| 5   | Cindy Yen (versión 1) Victoria Song (versión 2) | "Falling Pears" (梨落)                | 4:36       | (canción del tema de Li Luo)        |
| 6   | Huang Yuxun (versión 1) Ma Tianyu (versión 2)   | "Love Like Cherry Blossoms" (爱如樱)  | 4:08       | (canción del tema de Ying Kong Shi) |
| 7   | Yu Ziqin (versión 1) Zhang Meng (versión 2)     | "I Won't Let Go" (我不放手)           | -          | (canción del tema de Yan Da)        |
| 8   | Xian Peijin                                     | "Fish on the Other Shore" (彼岸鱼)    | 4:18       | (canción del tema de Lan Shang)     |
| 9   | Kelly Yu                                        | "Death of the Premature Lotus" (莲殇) | 3:28       | (canción del tema de Lian Ji)       |
| 10  | Celeste Syn                                     | "No Regrets" (无悔)                   | -          |                                     |

## Premios y nominaciones
| Año  | Categoría                                        | Premio                    | Nominado (a)  | Resultado |
| ---- | ------------------------------------------------ | ------------------------- | ------------- | --------- |
| 2017 | Popular Actress Award                            | 8th China TV Drama Award  | Victoria Song | Ganó      |
| 2017 | Most Discussed TV Drama (微博年度最具话题电视剧) | Sina’s Weibo Awards Night | Ice Fantasy   | Ganó      |

## Producción
La serie estuvo basada en la novela "City of Fantasy" de Guo Jingming.
Desde noviembre del 2014 comenzó a formarse la idea de realizar una posible adaptación a la televisión de la novela. Finalmente en agosto del 2015 se realizó la conferencia de prensa del nuevo drama "Ice Fantasy", en donde el guionista Zhi Ning comentó que la trama del drama tendría más historias, conflictos e información de fondo a comparación de la novela "City of Fantasy". El 10 de junio del 2015 la creación del guion y los preparativos del rodaje finalizaron.
La serie también fue conocida como "City of Fantasy" y/o "Huàn Chéng". En septiembre del 2015 se anunció que los actores Feng Shaofeng, Victoria Song, Ma Tianyu y Zhang Meng interpretarían a los personajes principales Ka Suo, Li Luo, Ying Kong Shi y Yan Da, respectivamente.
Fue dirigida por Ju Jue Liang y Zou Ji Cheng, el guion estuvo bajo el mando de Shen Zhi Ning, mientras que la producción fue realizada por Luo Gang y Chen Shu Ying, junto a los productores ejecutivos Feng Shaofeng y Ge Ning. Por otro lado la composición de la música estuvo a cargo de V.K (V.K克). 
El diseñador de escenarios Dan Hennah, fue elegido para diseñar los sets para la producción, inspirados en los edificios, paisajes y otros aspectos de la antigua China y las culturas occidentales. Mientras que Guo Jingming fue reclutado como el director artístico y visual de la producción.
Otros miembros notables del equipo de producción son Dong Cheng Guang, quien se unió a la serie como el director de arte, A Ju en la orientación de maquillaje, Zhong Jia Ni, como el diseñador del vestuario y utilería, y Ma Yu Cheng, como el coreógrafo. La compañía internacional de efectos visuales Pixomondo, también se unió.
Contó con el apoyo de la compañía de producción "Shanghai Youhug Media Co. Ltd.", quien también distribuyó la serie.
Los primeros 62 episodios fueron emitidos a través de la cadena de televisión Hunan Broadcasting System (Hunan TV). mientras que los 16 episodios de la secuela moderna titulada "Ice Fantasy Destiny" fueron emitidos a través del sitio web Tencent Video a partir del 8 de marzo del 2017.

### Filmación
El 12 de agosto del 2015 Dan Hennah y el director Ju Jue Liang, intercambiaron ideas sobre posibles diseñor y visitaron varios lugares posibles para la filmación de la serie. El drama estaba programado para rodarse durante seis meses, iniciando el 16 de agosto del mismo año.
La filmación del rodaje se llevó a cabo  en Beijing, China y la filmación se realizó en Chifeng, Mongolia Interior.
La filmación finalizó a finales de febrero del 2016 después de 187 días y posteriormente el drama entró en la fase de postproducción.
Alrededor del 70-80% de la postproducción se centró en los efectos especiales y el CGI.

### Recepción
La serie recibió calificaciones bajas en la red social Douban, donde fue criticada por sus efectos especiales, actuación e historia. Sin embargo fue un éxito comercial y tiene más de 16 mil millones de visitas en línea.

### Emisión
La primera temporada del drama fue estrenado el 24 de julio del 2016 a través de Hunan Satellite Television Diamond. La distribución también fue comprada por Viki a nivel mundial y conjuntamente por los 7 sitios web chinos para compartir videos: Tencent, iQiyi, Youku, LeTV, Mango TV, Sohu y PPTV.

### Transmisión internacional
- Netflix.[11]
- CHK (en Singapur)
- Astro Quan Jia HD (en Malasia)
- CTV Main Channel (en Taiwán).
- CTi Variety (en Taiwán).
- China Television (en Taiwán).
- Channel 7 (en Tailandia).
- GMA Network (en Filipinas).
- CCTV 8 (en Camboya).
- Sony One (en Singapur, Malasia, Indonesia y Tailandia).